# 埼玉県立児玉高等学校
埼玉県立児玉高等学校（さいたまけんりつ こだまこうとうがっこう）は、埼玉県本庄市児玉町金屋に所在する公立高等学校。全日制に普通科、農業科（生物資源科、環境デザイン科）、工業科（機械科、電子機械科）を設置する。
ここでは、2023年からの新校と、その前身の一つである同名の高等学校の2022年度までについて記載する。もう一つの前身の2022年度までについては埼玉県立児玉白楊高等学校を参照のこと。

## 概要
児玉高等学校は、戦国時代に武田信玄と戦った北条氏の出城「雉岡城」の跡地に建設され、創立100年を超えた。児玉白楊高等学校は、1899年（明治32年）に前身の「競進社蚕業学校」を設置認可されて以降創立125年を超えた。
2023年4月より、埼玉県立児玉白楊高等学校と統合された。学校名は児玉高等学校とし、校舎等は児玉白楊高等学校の施設を引き継ぐ。
（混同を避けるため、以下合併前の児玉高等学校を旧児玉高等学校、合併後を新児玉高等学校と示す。）
なお合併の前年まで両校とも生徒募集を行っており、合併後は旧児玉高等学校の生徒は児玉白楊高等学校に設置された新児玉高等学校の校舎に通学していた。児玉白楊高等学校の農業科、工業科の生徒も同じ校舎に通学していた。2025年3月をもって、旧児玉高校及び旧児玉白楊高校の最後の入学生が卒業したため在校生は新校入学者のみとなった。なお実習設備は児玉白楊高等学校の設備をそのまま使用している。
旧児玉高等学校の課程では、普通科体育コースと普通コースが募集され普通コースは3年時に文系、理系に分かれる。これは合併後も卒業まで適用されていた。
新児玉高等学校から、普通科、農業科（生物資源科、環境デザイン科）、工業科（機械科、電子機械科）の募集となる県内で唯一の高校となった。普通科は2年進級時にスポーツ健康科学類型と地域創造類型に分かれる。また普通科では、工業・農業の学科を持つことを活用し、ものづくりに関する学校設定科目を1年時に全員履修する。さらに地域創造類型では、2、3年時に農業と工業の専門科目を履修し、ものづくりを通した課題解決力を養う非常に珍しい取り組みを行っている。

## 沿革
- 児玉白楊高校の分は児玉白楊高校の記述を参照
- 1922年（大正11年） - 前身の（組合立）埼玉児玉実科高等女学校開校、児玉町立児玉尋常小学校内で授業開始
- 1925年（大正14年） - 埼玉県児玉高等女学校に改称
- 1926年（大正15年） - 埼玉県児玉町八幡山（現本庄市児玉町八幡山）410に移転
- 1931年（昭和05年） - 埼玉県に移管

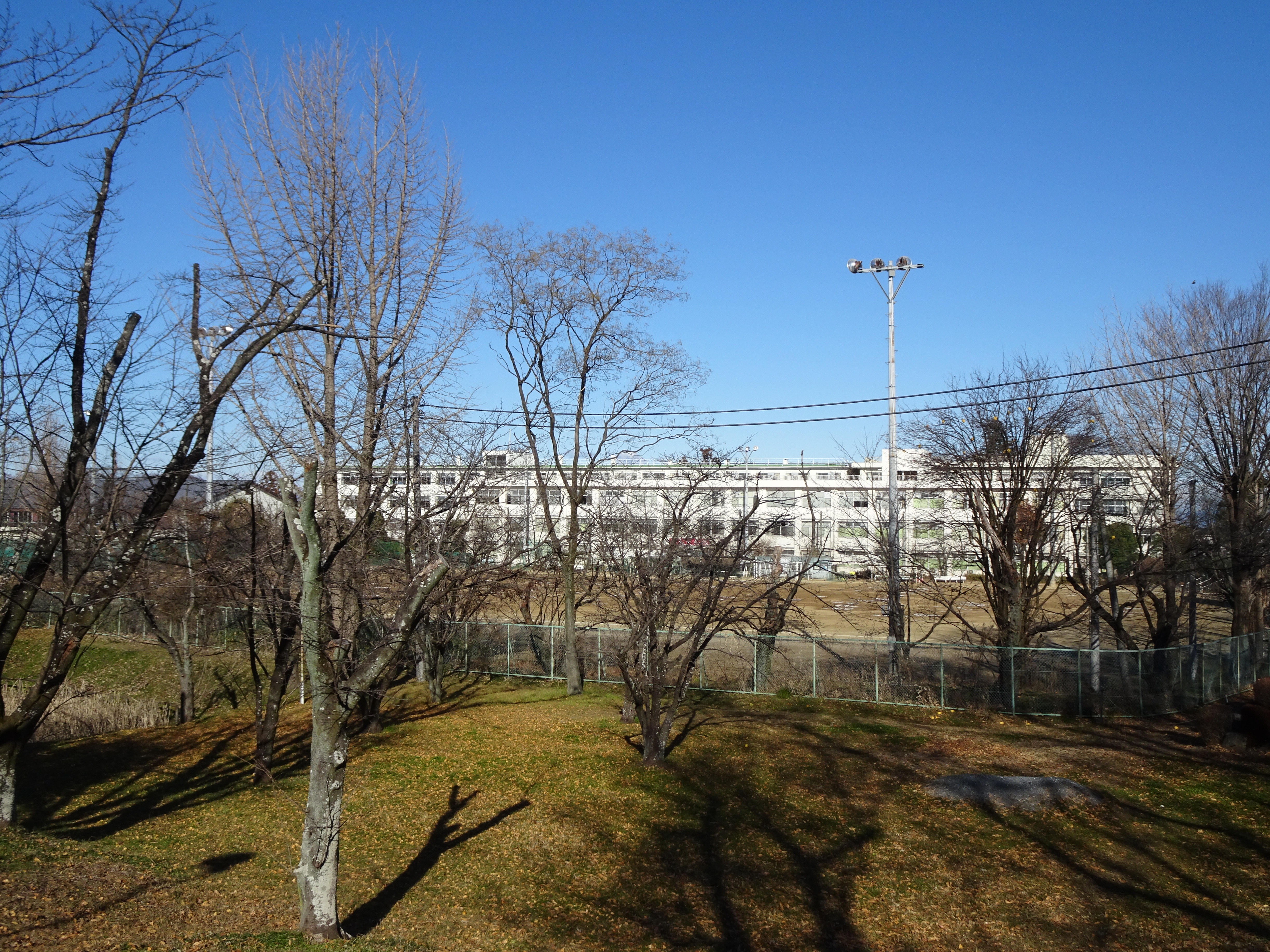
統合前旧校舎南側から撮影

- 1931年（昭和05年） - 埼玉県立児玉高等女学校に改称
- 1948年（昭和23年） - 学制改革により共学制になる。これに伴い埼玉県立児玉高等学校に改称。
- 1949年（昭和24年） - 定時制普通科設置
- 2014年（平成26年） - 定時制閉課程

- 2023年（令和05年） - 埼玉県立児玉白楊高等学校と合併、新「埼玉県立児玉高等学校」として現在地（児玉白楊高校跡地）に移転

## 施設
- 公立高校には珍しく旧児玉高等学校には天然芝の野球専用グラウンドがある。なお2023年現在、野球部は同地で練習している。この他、サッカー部、陸上競技部も旧児玉高等学校のグラウンドで練習している。[5]

## 主な学校行事
- ポプラ祭（文化祭）[6]
- 体育祭
- 予餞会
- 球技大会

## 部活動
－運動部－ 
- サッカー部（1973年全国高等学校総合体育大会サッカー競技大会優勝）
- 野球部
- 陸上競技部（2023年全国高等学校総合体育大会やり投げ出場）[7]
- 卓球部
- ソフトテニス部
- 剣道部
- バスケットボール部
- ワンダーフォーゲル部
- バドミントン部
- 柔道部

－文化部－
- パソコン部
- 写真部
- 機械研究部
- 家庭科部
- 演劇部
- 理科部
- 書道部
- イラストデザイン部
- メカトロニクス研究部

## 著名な卒業生
- 新井千鶴 - 柔道家(2020年東京オリンピック柔道女子70kg級金メダリスト)
- 山田紀美子 - 柔道家
- 岡泉淳 - 柔道家
- 永尾昇 - 元サッカー選手、三菱重工所属
- 新井亮司 - 元プロ野球選手
- 鈴木一実 - バスケットボール選手

## 交通
- JR八高線「児玉駅」から徒歩約20分。
- JR高崎線「本庄駅」南口から朝日バス HJ25・HJ26系統に乗車し、「児玉高校前」バス停で下車、徒歩約2分。